# Chilenosuchus
Chilenosuchus es un género extinto de aetosaurio. Sus fósiles se han encontrado en la región de Antofagasta en el norte de Chile. La presencia de Chilenosuchus en los lechos rocosos en que se encontró entra en conflicto con la edad inferidad para esos estratos. Los fósiles de plantas e invertebrados sugieren que se remonta hasta el final del Carbonífero o inicios del Pérmico, pero Chilenosuchus es un aetosaurio, un grupo cuyos primeros miembros aparecieron durante el Triásico Superior. Fotografías de baja calidad del espécimen original y la aparente carencia de material sustancial no permitieron una clasificación definitiva del espécimen, por lo que inicicalmente hubo mucha controversia sobre si el fósil era o no un verdadero aetosaurio. Sin embargo, una revaluación publicada en 2003 tras la relocalización del material mostró que en efecto era un aetosaurio y que los estratos databan del Triásico.
Basándose en las similitudes de las placas de la armadura, Chilenosuchus parece estar relacionado cercanamente con Typothorax. Se ha propuesto que es un miembro de un clado recientemente propuesto, Typothoracisinae, junto con Typothorax y varios otros aetosaurios parecidos. Sin embargo, dado que tiene varias otras diferencias con otros aetosaurios, la posición de Chilenosuchus dentro de la familia Stagonolepididae seguirá siendo incierta hasta que se halle más material.